# Leïla Marouane
Leïla Marouane est une femme de lettres de nationalité algérienne.

## Biographie
Leyla Z. Mechentel, pseudonyme Leïla Marouane, est née le 20 juillet 1960  à Djerba, Tunisie,
Après des études de médecine interrompues, et un semestre pourtant fructueux en géologie, elle suit un cursus de lettres modernes à Alger. Elle est ensuite journaliste à Horizons et à El Watan puis à Politis et  Jeune Afrique
Elle prend l'exil en 1991 et s'installe à Paris. Elle demande la nationalité française qu'elle obtient vers 1994.  
En 1995, elle s'inscrit à  l'université Paris-VIII, pour valider ses études, mais n'assiste qu'à deux ateliers d'écriture créative du romancier Paul Fournel, et se met au vert pour fignoler ce qui deviendra son premier roman.  
La fille de la casbah, entamé  après la mort précoce de sa mère, le 17 décembre 1991, paraît aux Éditions Julliard en 1996. Depuis, elle se consacre exclusivement à l'écriture romanesque, parcourt le monde pour donner des conférences, et anime des ateliers d'écriture créative pour les adultes et les enfants, en France et à l'étranger. Ses œuvres  sont notamment consacrées à la condition de la femme algérienne, et aux notions de liberté et de modernité,. Le ton peut être grave, mais elle n'hésite pas également à utiliser l'humour ou le burlesque, comme dans La Vie sexuelle d'un islamiste à Paris paru en 2007,Ses livres sont traduits et étudiés dans plusieurs pays (Allemagne, Royaume-Uni, Italie, Grèce, Pays-Bas, États-Unis, Corée du Sud, Afrique du Sud, Pologne...). 
Elle est aussi la fondatrice de La Boutique des écritures, une association pour la promotion de la langue française en France et dans le monde et conseillère littéraire et éditrice de 2010 à 2019. 
Depuis 2006, elle est membre sociétaire à la Société des gens de lettres (SGDL).
Son père décède en 2013. Parce qu'elle publiait pour "lui plaire" lui-même philologue, ancien étudiant à l'université Paris-Sorbonne et la Fac d'Alger, en signe de deui elle renonce à la publication de son septième roman. Pendant deux ans elle se consacre à la publication du roman de son père dont la parution est prévue aux Editions Chihab, à Alger. Néanmoins, elle publie des textes courts à la demande et participe à une anthologie consacrée à l'Algérie des années 1970 sous la férule de Houari Boumediene, et parue en 2016, Les Années Boum, (Ed. Chihab, Alger). 
En 2015, elle entame un travail de recherche en littérature générale et comparée à l'université Paris-Sorbonne, et travaille sur l'œuvre d'Emmanuel Bove et sur celle de l'Iranien Sadeq Hedayat, Deux étrangers à Paris, sous la direction de Sophie Basch. Une façon d'aller sur les traces paternelles.  

## Œuvres
Littérature
- La Fille de la casbah (roman), Julliard, 1996
- Ravisseur (roman), Julliard  1998 :
- Le Châtiment des hypocrites (roman), Le Seuil, 2001
- L'Algérie des deux rives (collectif), Fayard, coll. « Mille et une nuits », 2003
- Les Criquelins ; suivi de Le sourire de la Joconde (nouvelles), Fayard, 2004
- La Jeune Fille et la Mère (roman), Le Seuil, 2005
- La Vie sexuelle d'un islamiste à Paris (roman) Albin Michel, 2007
- Le papier, l'encre et la braise (récit sociologique), Le Rocher, coll. « Gens d'ici et d'ailleurs », 2009

signé avec son vrai nom Leyla Z. Mechentel
Lettres d'Algérie (roman) Abstractions, 2025
- Nouvelles d'Algérie (collectif), Magellan, 2009
- Algéries 50 (collectif), Éditions Magellan, 2012
- « Mon tuteur légal », in Muze, revue littéraire, 2014
- Les années boom (collectif), Éditions Chihab, 2016

## Prix et bourses
- Résidence, Wiepersdorf Schloss, Berlin (1997)
- Bourse d'encouragement, Centre national du livre (1997)
- Creator of Peace (Unesco), Grèce, 2000
- Prix Gironde, 2001
- Prix de la Société des gens de lettres, 2001
- Prix du roman français à New York, 2002
- Bourse de création, Centre national du livre (2002)
- Liberaturpreis, 2004, Francfort
- Narrativa Donna, Italie, 2004
- Prix Jean-Claude-Izzo, 2006
- Prix des écrivains de langue française, 2006
- Bourse de Création, Centre national du livre (2007)